# Ластра, Освальдо
Освальдо Лупо Ластра Гарсия (исп. Osbaldo Lupo Lastra García; родился 12 июня 1983 года в Сан-Лоренсо, Эквадор) — эквадорский футболист, полузащитник. Выступал за сборную Эквадора.

## Клубная карьера
Ластра начал профессиональную карьеру выступая за команды «Аукас», «Текнико Университарио», «Депортиво Асогес» и «Макара». В начале 2013 года Освальдо подписал контракт с клубом «Эмелек». 28 января в матче против своего бывшего клуба «Макара» он дебютировал в эквадорской Серии А за основной состав. 22 сентября в поединке против «Эль Насьональ» Ластра забил свой первый гол за «Эмелек». В составе команды он три раза подряд стал чемпионом Эквадора. 11 августа 2017 года в матче Кубка Либертадорес против аргентинского «Сан-Лоренсо» Освальдо забил гол. В том же году он в четвертый раз стал чемпионом страны.
В начале 2019 года Ластра перешёл в гуаякильскую «Барселону». 10 февраля в матче против «Эль Насьональ» он дебютировал за новую команду. По окончании сезона Освальдо стал свободным агентом.

## Международная карьера
29 марта 2015 года в товарищеском матче против сборной Мексики Ластра дебютировал за сборную Эквадора. Летом того же года Освальдо принял участие в Кубке Америки в Чили. На турнире он сыграл в матчах против сборных Чили и Мексики.

## Достижения
Командные
 «Эмелек»
- Победитель чемпионата Эквадора (4) — 2013, 2014, 2015, 2017